# Сергій Олександр Петрович
Олекса́ндр Петро́вич Сергій (нар. 1969, Буковина) — генерал-майор Збройних сил України, заступник Міністра оборони України з 5 липня 2024 року по 8 листопада 2024 р..

## Життєпис
1991 року закінчив Рязанське вище військове автомобільне інженерне училище.
1998 року отримав спеціальність за кваліфікацією офіцер військового управління оперативно-тактичного рівня в Київському інституті сухопутних військ.
У 2012 році закінчив Національний університет оборони України.
Брав участь у миротворчій місії в складі військового контингенту України в Сьєрра-Леоне.
З 2010 року перебував на керівних посадах у Збройних силах України, відповідаючи за напрямки логістичного забезпечення армії.

## Нагороди
- орден Данила Галицького (4.12.2014) — «За особисту мужність і героїзм, виявлені у захисті державного суверенітету та територіальної цілісності України, вірність військовій присязі під час російсько-української війни»